# Apogon fukuii
Apogon fukuii är en fiskart som beskrevs av Hayashi, 1990. Apogon fukuii ingår i släktet Apogon och familjen Apogonidae. Inga underarter finns listade i Catalogue of Life.